# Міст Ахтанак
Міст Ахтанак (вірм. Հաղթանակի կամուրջ, міст Перемоги) — автодорожній міст через річку Раздан у Єревані, Вірменія. З'єднує центр Єревана з районом Малатья-Себастія і далі — аеропортом Звартноц і Вагаршапатом. Міст отримав свою назву в ознаменування перемоги СРСР над нацистською Німеччиною в Другій світовій війні.

## Розташування
З'єднує Разданську набережну і проспект Адмірала Ісакова на правому березі з проспектом Месропа Маштоца на лівому. З правобережного боку мосту розташовується будівля Єреванського коньячного заводу, з лівобережного — будівля Єреванського винного комбінату.

## Історія
Автори проєкту — інженер С. Овнанян, архітектори А. Маміджанян і А. Асатрян.
Будівництво моста почалося в 1941 році. У будівництві брали участь німецькі військовополонені. Відкрито міст 25 листопада 1945 року. Він був найбільшою інженерною спорудою воєнного часу у Вірменії.

## Конструкція
Міст семипролітний арковий залізобетонний. Три центральних прольоти перекривають русло річки. Надзвідну конструкцію центральних прольотів виконано у вигляді системи поперечних стінок, завершених зводиками. За шириною пролітну конструкцію розбито на три самостійних елементи, об'єднаних спільною проїзною частиною. Облицювання з базальту, обробленого «під шубу» і чисте тесання, посилює враження монументальності. Довжина моста становить 200 м, ширина — 25 м, висота над рівнем річки — 34 м.
Міст призначений для руху автотранспорту і пішоходів. Проїзна частина має 8 смуг для руху автотранспорту. Перилове огородження чавунне художнього лиття, завершується на підпорах кам'яним парапетом (архітектори С. Сафарян, Г. Агабабян, скульптор А. Сарксян). Над опорами встановлено кам'яні колони-стовпи, увінчані ліхтарями (скульптор А. Сарксян).